# BFW M.23
Le BFW M.23 (également connu sous le nom Messerschmitt M 23) est un monoplan biplace en tandem de sport et de tourisme allemand de l'entre-deux-guerres.
Le BFW M.23 (le M désignant son designer Willy Messerschmitt) a été développé en réponse à une spécification publiée en 1929 par le Deutscher Aero Club pour le concours Ostpreussenflug (circuit de la Prusse orientale). Il s'agit d'une version améliorée du M.19, pouvant accueillir deux personnes, et des ailes pouvant être repliées pour le transport ou le stockage.
Le M.23bs a remporté à la fois l'épreuve Ostpreussenflug de 1929 (avec moteur Genet) et le Challenge international de tourisme (avec un moteur de Siemens Sh 13). Le M.23c a été développé pour le Challenge 1930 qui l’a emporté.
Les chiffres de production restent incertains, mais 74 figurent sur le registre des avions civils allemands reconstitué ; 53 d’entre eux sont des versions M.23bs et 11 M.23cs. Beaucoup ont été achetés par des aéroclubs pour des entraînements standard et acrobatiques. D'autres sont de propriété individuelle, tels que Ernst Udet (qui a effectué des vols à destination de l'Afrique et du Groenland, notamment avec Leni Riefenstahl comme passager) et Rudolf Hess. En 1933, Erwin Aichele et son épouse parcourent plus 13 000 km en Méditerranée sans encombre. 
Les registres roumains indiquent de leur côté 26 autres M.23b, dont 14 construits localement par l'ICAR sous licence. L'accord de licence faisait partie de la tentative réussie de Messerschmitt de sauver les employés de BFW lors de la faillite de celle-ci en juin 1931, un groupe devenu Messerschmitt-Flugzeubau GmbH et qui a survécu jusqu'à la refondation de BFW en 1933.

## Versions
M.23
Version initiale à cockpit ouvert, propulsée par un Daimler-Benz F7502 2-cyl 
M.23a
Version propulsée par ABC Scorpion ou Salmson 9ADb 9-cyl en ligne.
M.23b
Propulsée par ADC Cirrus III
Propulsée par ADC Cirrus Hermes
Propulsée par Armstrong Siddeley Genet
Propulsée par BMW X
Propulsée par Siemens Sh 13
Propulsée par Siemens Sh 14
M.23c
Propulsée par Argus As 8
Propulsée par Siemens Sh 14a.

## Sources & références